# Marea de pasiones
Marea de pasiones é uma telenovela mexicana produzida por Giselle González para TelevisaUnivision e exibida pela Las Estrellas desde 4 de março a 31 de maio de 2024, substituindo El maleficio e sendo substituída por La Historia de Juana.
A novela é uma adaptação da novela portuguesa criada por Filipa Poppe e Joana Andrade, Paixão, sendo desenvolvida por Claudia Velasco.
É protagonizada por Oka Giner e Matías Novoa., e antagonizada por Alejandro de la Madrid, Margarita Muñoz, Luz María Jerez, Alejandro Camacho, Anna Ciocchetti e Michel Duval e atuações estelares de Alexa Martín, Francisco Pizaña, Ariana Saavedra, Ana Tena, Jesús Castro Ponce, Alfredo Gatica, Alejandra Zaid, Jessica Decote, Álex Perea e Epy Vélez e participações dos primeiros atores Blanca Guerra, Leticia Perdigón e Hernán Mendoza.

## Enredo
Luisa e Marcelo veem seus planos de casamento manchados após o assassinato de Alejandro, pai de Luisa, já que Marcelo parece ser o principal suspeito do assassinato. Na verdade, por trás do assassinato de Alejandro está Zaid, um homem ambicioso e obcecado por Luisa. Para reforçar a suspeita sobre Marcelo, Zaid manda um grupo guerrilheiro sequestrá-lo, para que todos acreditem que ele fugiu. Seu desaparecimento parte o coração de Luisa, pois ela pensa que ele é culpado pelo assassinato de seu pai. Luisa descobre que está grávida e confessa para Zaid, que a pede em casamento e o deixa assumir a paternidade. Luisa aceita para evitar que o filho seja rejeitado. Depois de sete anos, Marcelo retorna, após escapar de seus captores. Ao retornar, tudo é diferente e ele e Luisa devem lutar contra todas as adversidades para tornar seu amor uma realidade.

## Elenco
- Oka Giner como Luisa Grajales Raygoza
- Matías Novoa como Marcelo Bernal Dorantes
- Alejandro de la Madrid como Zaid Espino
- Margarita Muñoz como Helena Ugarte / Sofía Bernal Grajales
- Blanca Guerra como María Inés Dorantes de Bernal
- Luz María Jerez como Leonor Raygoza de Grajales
- Anna Ciocchetti como Isela Grajales de Marrero
- Alejandro Camacho como Juan Marrero
- Michel Duval como Santiago "Tiago" Grajales Raygoza
- Alexa Martín como Beatriz Marrero Grajales
- Francisco Pizaña como Felipe Bernal Dorantes
- Grecia Krinis como Natalia Espino Grajales / Natalia Bernal Grajales
- Ariana Saavedra como Ana Grajales Raygoza
- Ana Tena como Camila Marrero Grajales
- Jesús Castro Ponce como Enzo Hernández
- Alfredo Gatica como Alfonso Marrero Grajales
- Leticia Perdigón como Amanda
- Epy Vélez	como Nora
- Emiliano González como Iñaki
- Álex Perea como Osvaldo
- Alejandra Zaid como Roberta
- Saúl Lisazo como Alejandro Grajales
- Alejandra Andreu
- Alejandro Ibarra
- Jesús Castro Ponce
- Christian de Dios
- Héctor Lucimi
- Horacio Beamonte - Horacio Bernal
- Horacio Beamote como Ordóñez
- Sandra Kai
- Linda Gómez	Serena
- Fernanda Bernal
- Erik Díaz como Walter
- Sergio Raboso como Doctor
- Karlo Castilla
- Carlos Torres
- Jhoan Martínez como Arbeláez
- Sandy Benhumea como Garcia
- Alexo Luyando
- Alex Cortes como Gael
- Jorge Luis Martos
- Ricardo Lozano como Pedro 'Perito' Criminalista

## Produção

### Desenvolvimento
No início de novembro de 2023, foi noticiado que Giselle González iniciou a pré-produção de sua próxima novela, com título oficial Marea depassiones.11 As sessões de fotos e testes de imagens começaram no final de dezembro de 2023.6 As filmagens da novela começam em 30 de janeiro. , 2024, em local em Nayarit. As filmagens começaram um mês depois.

### Escolha de elenco
Em 9 de novembro de 2023, Blanca Guerra foi anunciada como parte do elenco. Em 7 de dezembro de 2023, Oka Giner e Matías Novoa foram confirmados nos papéis principais, com Alejandro de la Madrid e Margarita Muñozcomo principais vilões. No dia 21 de dezembro de 2023, foi anunciado que Alejandro Camacho entrou para o elenco, após ter participado de Minas de pasión.

## Audiência
| Horário               | # Eps. | Estreia            | Estreia           | Final              | Final           | Posição | Temporada | Classificação geral |
| Horário               | # Eps. | Data               | Primeiro capítulo | Data               | Último capítulo | Posição | Temporada | Classificação geral |
| --------------------- | ------ | ------------------ | ----------------- | ------------------ | --------------- | ------- | --------- | ------------------- |
| Segunda – Sexta 21h30 | 65     | 4 de março de 2024 | 5.9               | 31 de maio de 2024 | 2.9             | #1      | 2024      | 2.42                |